# Duan Yu
Duan Yu (14 de agosto de 2005) es un deportista chino que compite en saltos de plataforma. Ganó una medalla de oro en el Campeonato Mundial de Natación de 2022, en la prueba sincronizada mixta.

## Palmarés internacional
| Campeonato Mundial | Campeonato Mundial | Campeonato Mundial | Campeonato Mundial           |
| Año                | Lugar              | Medalla            | Prueba                       |
| ------------------ | ------------------ | ------------------ | ---------------------------- |
| 2022               | Budapest (Hungría) | Medalla de oro     | Plataforma 10 m sincro mixto |